# Dave Matthews

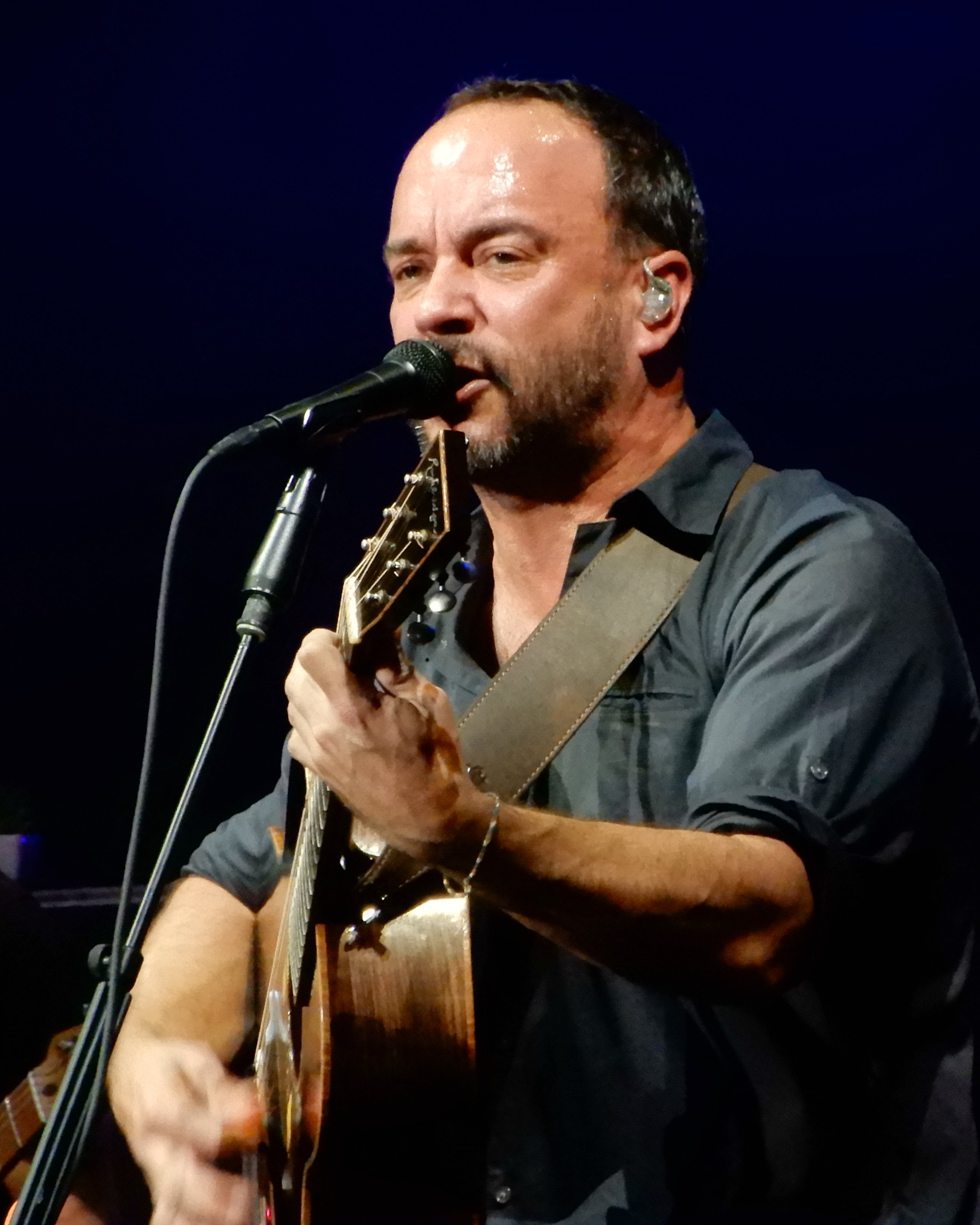
Dave Matthews, 2018

David „Dave“ John Matthews (* 9. Januar 1967 in Johannesburg, Südafrika) ist ein US-amerikanischer Singer-Songwriter und Gitarrist. Neben seiner Haupttätigkeit als Sänger und Gitarrist in der nach ihm benannten Dave Matthews Band tritt er auch solo sowie im Duett mit Gitarrist Tim Reynolds auf und mit anderer Bandzusammenstellung als Dave Matthews & Friends. Als Schauspieler hat er bisher in vier Kinofilmen mitgewirkt. Er ist auch bekannt für seinen Falsett-Gesang, mit welchem er im Stande ist, sehr hohe Töne zu treffen.

## Leben

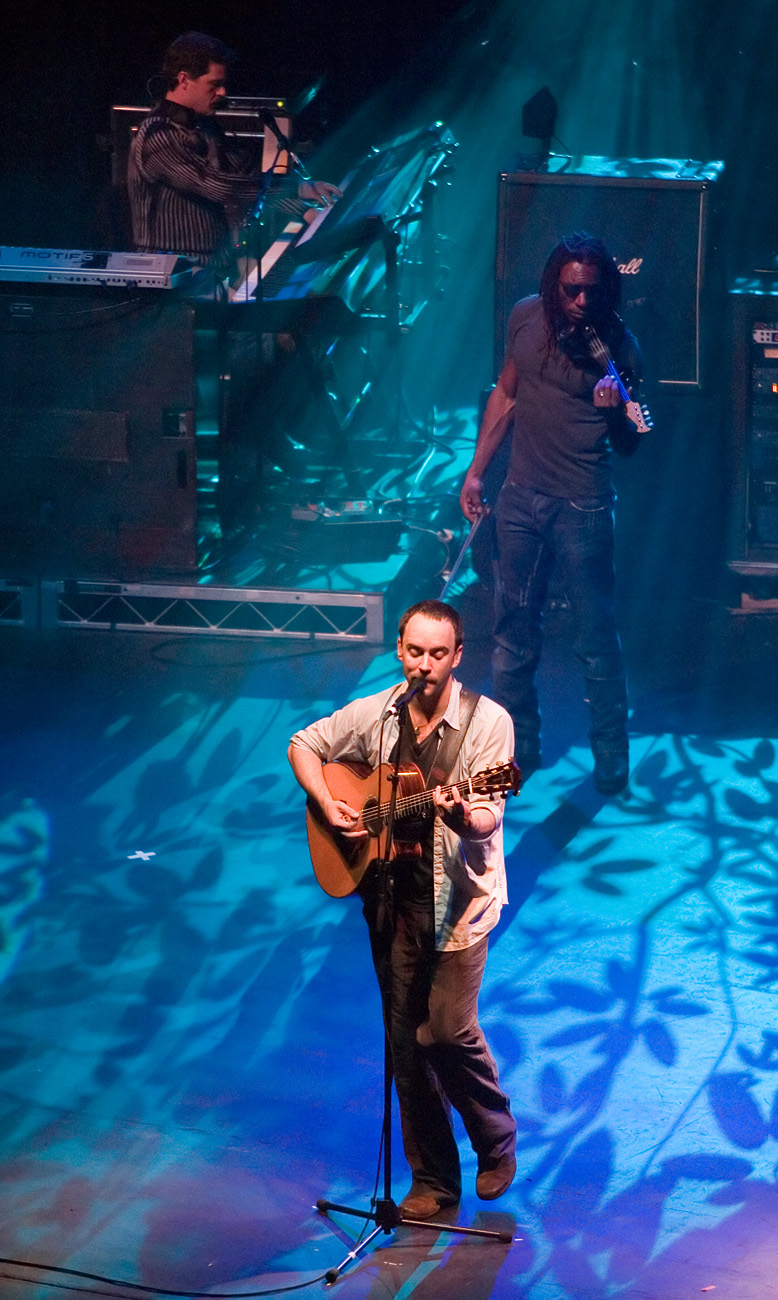
Dave Matthews mit Band in Melbourne, Australien (2005)

Im Alter von zwei Jahren wanderte Dave Matthews mit seinen Eltern nach Westchester County (New York) aus, wo sein Vater, von Beruf Physiker, bei der Firma IBM zu arbeiten begann.
In den frühen 1970er Jahren zog er nach Cambridge (Großbritannien), bevor er wieder nach New York zurückkehrte.
1980 kehrte die Familie nach Südafrika zurück. Dort besuchte Dave Matthews verschiedene Schulen. Gemäß Geburtsland südafrikanischer Staatsbürger, hätte Matthews direkt nach Abschluss der Highschool zweijährigen Militärdienst leisten müssen. Da die Familie den religiös-pazifistischen Quäkern angehörte, war das nicht nach ihren Wünschen. Die Mutter besorgte eine Sonderfreistellung von der Charlottesviller Universität, wo ihr Vater als Physik-Professor zu den Honoratioren gehört hatte, so dass ihr Sohn Dave dort aufgenommen wurde.
Die Idee zu einer eigenen Band hatte er, nachdem er nach Charlottesville (Virginia) übersiedelt war, dem Ort, in dem seine Eltern vor seiner Geburt gelebt hatten. Dort beteiligte er sich an der lokalen Musikerszene.
Anfang 1991 gründete er die Dave Matthews Band. Zu jener Zeit arbeitete er als Barkeeper im Miller's in Charlottesville. Der erste Auftritt der Band fand am 11. Mai 1991 im Rahmen einer privaten Party im Stadtzentrum von Charlottesville statt.
1993 erschien das erste Album der Dave Matthews Band Remember two things. Im selben Jahr starb Matthews’ Schwester Anne in Südafrika. Das Album Under the Table and Dreaming ist ihr gewidmet.
Dave Matthews veröffentlichte Ende 2003 das Solo-Album Some Devil, das aber trotz allgemein guter Kritiken nur mäßigen Erfolg hatte. Mit der Single Gravedigger gewann er jedoch 2004 einen Grammy für Best Rock Vocal Performance – Male. Der Song wurde 2008 von Willie Nelson gecovert.
2003 spielte er Will Coleman in der Verfilmung des Romans Where the Red Fern Grows (Wilson Rawls). 2005 stellt er die Figur Otis in dem Film Because of Winn-Dixie (Deutscher Titel: Mein zotteliger Freund), eine Verfilmung des gleichnamigen Kinderbuches, der Autorin Kate DiCamillo, dar. 2007 spielte er eine Nebenrolle in Chuck und Larry – Wie Feuer und Flamme. 2008 übernahm Matthews eine mittelgroße Rolle in Adam Sandlers Leg dich nicht mit Zohan an!, in dem er einen Rechtsradikalen spielt, der den Auftrag bekommt, Juden und Palästinenser gegeneinander auszuspielen, und das Viertel der Einwohner abbrennt. Zudem hatte er einen Gastauftritt in der Serie Dr. House, in der er einen schwerkranken Musiker spielte. 2011 trat er wiederum in einem Film von Adam Sandler auf, in Meine erfundene Frau spielt er den Ehemann der Schulfreundin von Sandlers erfundener Frau. Matthews ist mit Sandler gut befreundet.
Dave Matthews ist als Gastsänger auf offiziellen Studio- und Live-Produktionen bei und mit zahlreichen Künstlern zu hören: Beispiele sind Blue Man Group, Santana, Johnny Cash, Soulive, The Rolling Stones, Béla Fleck and the Flecktones, Jurassic 5.

## Privatleben
Heute (Stand: 2008) lebt Dave Matthews mit seiner Frau Ashley, Zwillingstöchtern und einem Sohn in Seattle (Washington). Mit John Mellencamp, Willie Nelson, Neil Young und anderen beteiligt er sich an Sammel- und Unterstützungsaktionen der Organisation Farm Aid für familiengeführte Farmen.

## Diskografie
- Live at Luther College (CD, 1999), mit Tim Reynolds
- Some Devil (CD, 2003)
- Live Bonnaroo (Download, 2004), Dave Matthews & Friends
- Live at Radio City Music Hall (CD/DVD/BR, 2007), mit Tim Reynolds
- Live in Las Vegas (2010), mit Tim Reynolds

Zu Veröffentlichungen mit Band siehe Dave Matthews Band/Diskografie.